# Boris Grigorjewitsch Tewlin
Boris Grigorjewitsch Tewlin (russisch Бори́с Григо́рьевич Те́влин; * 12. Juli 1931 in Saratow; † 2. Juli 2012) war ein russischer Musikwissenschaftler und Chorleiter.

## Leben
Tewlin studierte an der Musikschule am Moskauer Konservatorium Dirigieren und Chormusik (Abschluss mit Auszeichnung 1952). Darauf studierte er am Moskauer Konservatorium Chorleitung bei Wassili Petrowitsch Muchin (1889–1957) und Orgel bei Alexander Fjodorowitsch Goedicke (Abschluss mit Auszeichnung 1957). 1959 wurde er Dozent am Moskauer Konservatorium. 1962 schloss er seine Aspirantur bei Alexander Wassiljewitsch Sweschnikow ab. 1993 wurde er auf den Lehrstuhl des Moskauer Konservatoriums berufen. Seit 2011 war er Leiter der Abteilung für zeitgenössische Chorleitung.
Als Dirigent war Tewlin seit 1953 mit dem Chor der Studenten der Moskauer Hochschulen am Moskauer Konservatorium verbunden. 1960 wurde daraus der Moskauer Chor der Jugendlichen und Studenten der Allrussischen Chorgesellschaft, den Tewlin bis 1993 leitete. Alljährlich beteiligte sich der Chor am Musikfestival Moskauer Herbst und trug in zwölf Jahren etwa 300 Stücke a cappella vor. Der Chor entwickelte eine intensive Konzerttätigkeit im In- und Ausland. Er gewann 1970 zwei Silbermedaillen beim 18. Internationalen Guido d'Arezzo-Chorwettbewerb in Arezzo, 1972 eine Goldmedaille und den Großen Preis beim internationalen Wettbewerb Tallinn-72, 1975 eine Goldmedaille beim 8. Internationalen Chorwettbewerb in Warna, 1981 eine Goldmedaille und den Grand Prix beim 28. Internationalen Chorwettbewerb in Cork und 1989 zwei Goldmedaillen und eine Silbermedaille beim Internationalen Chorwettbewerb in Tolosa.
Tewlins Chor der Studenten der Moskauer Hochschulen am Moskauer Konservatorium sang die Werke von Bach, Händel, Mozart, Palestrina, Beethoven, Schubert, Dmitri Stepanowitsch Bortnjanski, Mussorgski, Tschaikowski, Rimski-Korsakow, George Gershwin, Darius Milhaud, Sergei Wassiljewitsch Rachmaninow, Sergei Iwanowitsch Tanejew, Alexander Tichonowitsch Gretschaninow, Schostakowitsch, Prokofjew, Arthur Lourié, Alexander Andrejewitsch Archangelski, Alexander Iwanowitsch Pirumow, Alexander Lasarewitsch Lokschin, Georgi Wassiljewitsch Swiridow, Sergei Artemjewitsch Balassanjan, Rostislaw Grigorjewitsch Boiko, Wladislaw Germanowitsch Agafonnikow, Waleri Jurjewitsch Kalistratow, Tomas Josifowitsch Korganow, Rodion Konstantinowitsch Schtschedrin, Arno Babadschanjan, Wano Iljitsch Muradeli, Arkadi Iljitsch Ostrowski, Jan Abramowitsch Frenkel, Alexandra Nikolajewna Pachmutowa, Serafim Sergejewitsch Tulikow, Oskar Borissowitsch Felzman, Alexander Georgijewitsch Fljarkowski, Edisson Wassiljewitsch Denissow, Alfred Schnittke, Kirill Jewgenjewitsch Wolkow, Michail Georgijewitsch Kollontai, Albert Semjonowitsch Leman, Nikolai Nikolajewitsch Sidelnikow, Roman Semjonowitsch Ledenjow, Veljo Tormis, Viktor Suslin, Sofia Asgatowna Gubaidulina.
1987 gründete Tewlin den Gemischten Chor der Chorleiter Russlands, und 1994 leitete er den Russisch-Amerikanischen Chor. Auch gründete er 1994 den Kammerchor des Moskauer Konservatoriums. Der Chor gewann den Grand Prix und zwei Goldmedaillen beim Internationalen Chor-Festival in Riva del Garda, einen ersten Preis und die Goldmedaille beim ersten Brahms-Festival in Wernigerode 1999, einen ersten Preis beim 25. Internationalen Festival der Orthodoxen Kirchenmusik in Hajnówka 2003, und er war Gewinner der ersten Chor-Olympiade in Linz 2000. 2008 erhielt der Chor den Preis ECHO Klassik 2008 für die Aufnahme der Chor-Oper Bojarina Morosowa von R. K. Schtschedrin.
Tewlin leitete Meisterklassen in Russland, Bulgarien, Ungarn, Jugoslawien, Israel, der Volksrepublik China, den USA und Frankreich. Er war Jury-Vorsitzender der allrussischen Chorwettbewerbe Singendes Russland und Moskau erklingt, und er war Jury-Mitglied beim Chorleiter-Wettbewerb in Salawat und bei vielen ausländischen Chorwettbewerben, insbesondere bei den Chor-Olympiaden 2002 in Seoul und 2004 in Bremen. 2008 bis 2012 leitete er den Staatlichen Akademischen Russischen Sweschnikow-Chor. 2009 erhielt der Chor einen Zuschuss des russischen Präsidenten.
Tewlin schrieb musikwissenschaftliche und publizistische Aufsätze, Rezensionen, Werkporträts und Erinnerungen. 2001 gab Valerija Stefanowna Zenowa das Buch Boris Tewlin. Chorwege heraus. Er wurde 1978 stellvertretender Vorsitzender der Allrussischen Musikgesellschaft, 1995 Mitglied der Internationalen Akademie für Informatisierung, 1998 Mitglied der Union der Komponisten Russlands, 2004 Akademie-Mitglied und Doktor der Philosophie, und er war Berater der russischen Sektion der Internationalen Gesellschaft für Musik-Erziehung.

## Ehrungen
- Ehrenbürger von Sotschi (1966)
- Verdienter Künstler der RSFSR (1980)[1]
- Lenin-Komsomol-Preis für die Teilnahme und musikalisch-künstlerische Gestaltung der Jugendtreffen (1981)
- Staatlicher Glinka-Preis der RSFSR für die Konzertprogramme 1982–1984 (1985)
- Volkskünstler Russlands (1995)
- Orden der Ehre (2002)
- Preis der Stadt Moskau (2003)
- Orden des Heiligen Fürsten Daniel von Moskau der Russisch-Orthodoxen Kirche, 3. Klasse (2003)
- Kulturpreisträger der Russischen Föderation (2005)
- Lomonossow-Preis (2005)
- Ehrenbürger von Saratow (2006)
- Verdienstorden für das Vaterland, 4. Klasse (2007)